# Зеда Мазандара
Зеда Мазандара (груз. ზედა მაზანდარა) — село в Грузії.
За даними перепису населення 2014 року в селі проживає 492 особи.